# Torwali
Le torwali est une langue indo-iranienne parlée dans le district de Swat, dans le Khyber Pakhtunkhwa au Pakistan.

## Sources
- (en) Zubair Torwali, « Torwali dictionary », sur Webonary.org, SIL International, 2020